# كريستيان (لاعب كرة قدم مواليد 1990)
كريستيان (بالبرتغالية: Cristian Porto Spricigo‏) هو لاعب كرة قدم برازيلي في مركز الهجوم، ولد في 7 أغسطس 1990 في Araranguá ‏ في البرازيل. لعب مع نادي أفاي لكرة القدم.

## وصلات خارجية
- كريستيان (لاعب كرة قدم مواليد 1990) على موقع قاعدة بيانات كرة القدم.إي يو (الإنجليزية)
- كريستيان (لاعب كرة قدم مواليد 1990) على موقع Soccerway.com (الإنجليزية)